# 茅野愛衣
茅野愛衣（日语：／ Kayano Ai，1987年9月13日—）是日本的女性聲優，東京都出身，身高153公分，血型O型。於Pro-Fit聲優養成所第11期畢業後，2010年成為Pro-Fit所屬聲優。2014年9月30日，退出Pro-Fit，成為自由身。2015年1月加入大澤事務所。

## 經歷
- 2010年出道，隔年演繹《未聞花名》本間芽衣子一角讓觀眾印象深刻，是愛衣重要的代表角色之一，這部作品也是她配音的目標（治癒系動畫）。
- 2012獲得第六屆聲優獎新人女優賞，同年並獲頒日刊體育第1回日刊動畫最高賞MIP新人聲優賞。
- 於AnimeJapan 2015舉辦的「第1回動畫廣播評選」上，以《NO RADIO NO LIFE 玩家兄妹似乎要搞廣播》主持人身分拿下「最優秀廣播獎」和「復活希望廣播獎」。

## 人物
中學的時候第一次聽到聲優這個行業，不過當時愛衣想從事的是美容、咖啡店這種療癒的職業。當時參加了美術社而擅長畫畫。
15歲時父親去世，與從事美容業的母親兩人相依為命。與母親關係很好，父親去世後更加深了兩人的感情，升高中後也想和母親一樣從事美容業。
高中就讀美容相關科系，畢業後拿到美容相關證照，大學就一面從事美容工作一面讀書。有次工作後在家看了《水星領航員》，發現原來聲優與動畫也可以治癒人心，便決定成為聲優。
因酒量出名的好，並曾談過自己喜歡日本酒，便得到了一份專門介紹日本酒的節目《茅衣品酒》主持人的工作，2016年5月14日起播出第一集，以約莫兩個禮拜一集的速度於animate Times的YouTube頻道上更新至今。

## 代演·继任者
2021年2月11日，由于茅野参拜了靖国神社而受到许多争议。从2021年4月开始，一部分的角色交给其他声优代演和接任。聲優代演和接任作品如下：
| 继任者     | 角色名     | 作品              | 继任者的初次演出       |
| ---------- | ---------- | ----------------- | ---------------------- |
| 島袋美由利 | 小松丸     | 《陰陽師》        | 2021年4月28日更新以后  |
| 优木加奈   | 蓬莱寺九霄 | 《崩壞學園》      | 2021年7月7日更新以后   |
| 小原好美   | あさな     | 《永远的7日之都》 | 2021年5月更新以后      |
| 北島瑞月   | 白金       | 《明日方舟》      | 2021年10月24日更新以后 |
| 伊藤美来   | 丽芙       | 《战双帕弥什》    | 2021年9月更新以后      |

## 出演作品

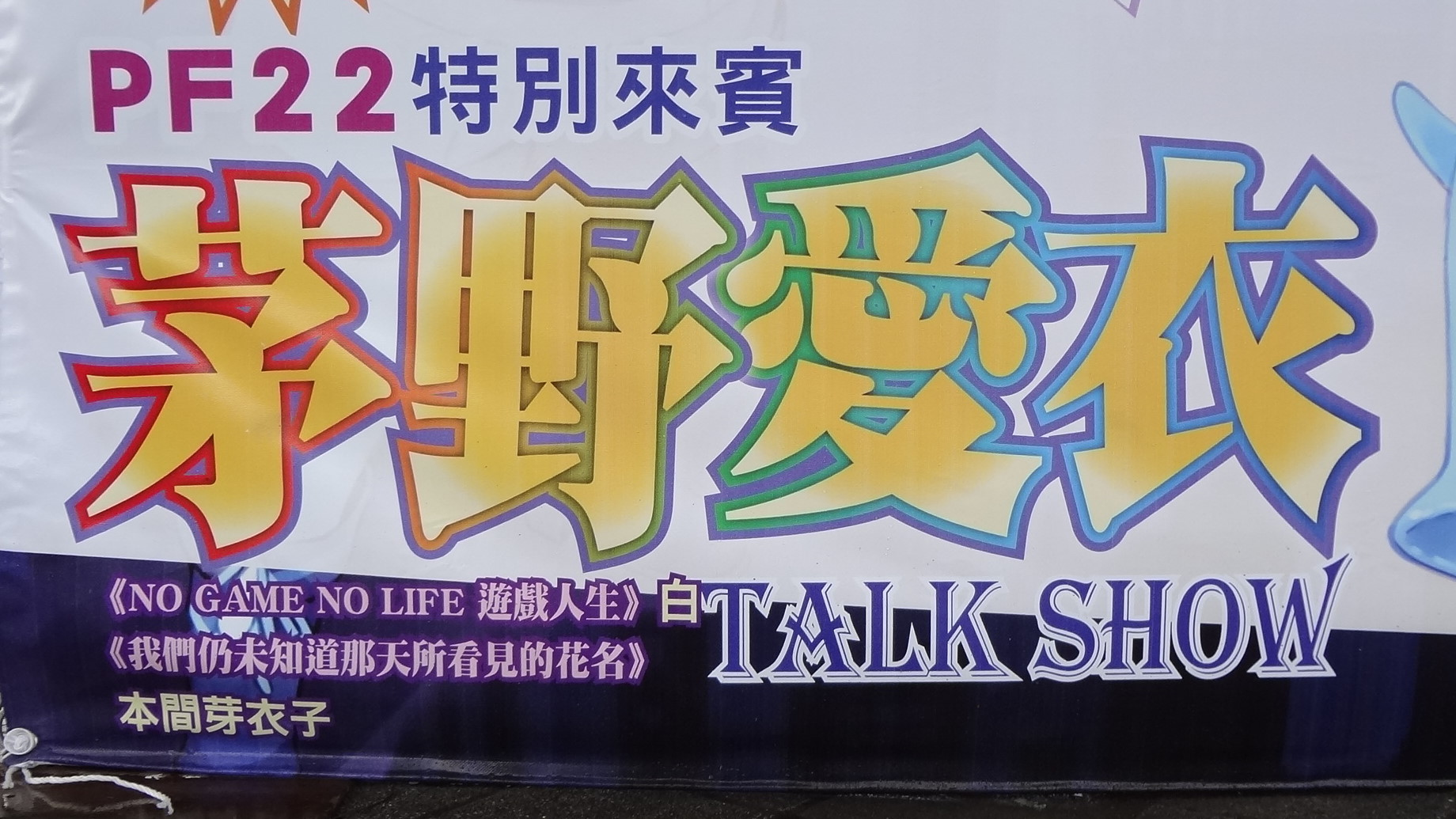
第22屆亞洲動漫創作展與第5屆原創作品交流展，入口海報左下宣傳茅野愛衣脫口秀

粗體字為主要角色

### 電視動畫
2010年
- 無頭騎士異聞錄 DuRaRaRa!! （まおみん）
- 閃光的夜襲 （貓、其他）
- 魔法禁書目錄II （五和、薇拉、櫃檯小姐、店員、記者、女學生、播報員）

2011年
- 食夢者瑪莉（橘勇魚）
- 我們仍未知道那天所看見的花的名字。（本間芽衣子）
- SKET DANCE（早乙女浪漫）
- 花開物語（女學生）
- 神样DOLLS（史場日日乃）
- 眾神中的貓神（正倉院笹鳴）
- 神的記事本（篠崎彩夏）
- 蘿球社！（御庄寺）
- 魔术快斗（桃井惠子）
- 最後流亡-銀翼的飛夢-（米莉亞·伊爾·威路古·古列德拉·杜蘭）
- 便·當（白梅梅）
- 少年同盟（高橋里奈）
- 花牌情緣（大江奏）
- 罪惡王冠（楪祈、櫻滿真名）

2012年
- 輪迴的拉格朗日（麥波）
- 創聖機械天使EVOL（御子乃·鈴白）
- 猛烈宇宙海賊（星宮愛衣）
- 最強學生會長（喜界島楓夏）
- 灼眼的夏娜Ⅲ（Final）（『極光的射手』琪雅拉·托斯卡納）
- 在盛夏等待（樹下佳織）
- 少年同盟2（高橋里奈）
- 夏色奇蹟（沖山千晴）
- 冰菓（伊原摩耶花）
- TARI TARI（松本文子（#12）、倉田友香（#13））
- 櫻花莊的寵物女孩（椎名真白）
- 只要妳說妳愛我（橘梅）
- 少女與戰車（武部沙織）
- PSYCHO-PASS（大久保葦歌）

2013年
- 開漫－啦！（藤森忍）
- 漫研社（波乃香前輩、青蛙、貓、墨西哥鈍口螈）
- 我女友與青梅竹馬的慘烈修羅場（冬海愛衣）
- AKB0048 next stage（真緒）
- 閃亂神樂（詠）
- 戰勇。（露琪）
- 戰勇。第2季（露琪）
- 花牌情緣2（大江奏）
- 寶石寵物 Kira☆Deco！（蘿莎）
- 革命機Valvrave（櫻井愛娜、Pino）
- 革命機Valvrave第2季（Pino）
- 寶石寵物 Happiness（蘿莎、梓老師）
- 翠星上的加爾岡緹亞（沙耶）
- YUYU式（相川千穗）
- 狗與剪刀必有用（姬萩紅葉）
- 幸福光暈 ～More Aggressive～（三谷佳苗）
- 斯特拉女子學院高等科C³部（初瀨卡莉拉、初瀨愛拉）
- SERVANT×SERVICE（山神露西（略））
- 戰姬絕唱SYMPHOGEAR G（曉切歌）
- 蘿球社！SS（御庄寺多惠）
- 神奇寶貝超級願望2 杰可羅拉的冒險（阿尼瑪）
- Super Seisyun Brothers -超青春姐弟s-（齊藤真子）
- 來自風平浪靜的明天（比良平千咲）
- IS〈Infinite Stratos〉2（織斑圓、M）
- 青春紀行（林田奈奈）
- 夜櫻四重奏 -花之歌-（V·莉菈·F）
- 機巧少女不會受傷（伊呂里）

2014年
- 魔女的使命（多華宮霞）
- 噬血狂襲（笹崎岬）
- 浪漫時鐘（加治屋杏花音）
- selector infected WIXOSS（植村一衣）
- 地球隊長（夢塔哈娜）
- 即使如此世界依然美麗（妮雅）
- Keroro（金阿彌 明）
- 如果折斷她的旗（魔法澤茜）
- 黑色子彈（眼盲少女）
- NO GAME NO LIFE 遊戲人生（白）
- 請問您今天要來點兔子嗎？（心愛的姊姊）
- 漫研社 -妄想災難-（波乃香前輩）
- GLASSLIP（白崎百）
- 閃爍的青春（槙田悠里）
- ALDNOAH.ZERO（達爾扎娜·馬克芭蕾吉）
- 火星異種「阿聶克斯一號篇」（希拉·瑞比特）
- 魔彈之王與戰姬（蘇菲亞·歐貝達斯）
- 狼少女和黑王子（三田亞由美）
- 天體運行式（古宮花織）
- GUNDAM創戰者TRY（篠田繪里）
- SHIROBAKO（小笠原綸子、茅菜夢衣）
- （夢前春瑚）
- 熱情傳奇〜導師的黎明〜（艾莉莎）

2015年
- 絕對雙刃（洌游對姬）
- 軍人少女！（潔潔莉耶）
- 不起眼女主角培育法（霞之丘詩羽）
- ALDNOAH.ZERO 第2季（達爾扎娜·馬克芭蕾吉）
- 晨曦公主（由諾）
- 四月是你的謊言（相座凪）
- 俺物語！！（天海悠紀華）
- 在地下城尋求邂逅是否搞錯了什麼（亞絲菲·阿爾·安朵美達）
- 食戟之靈（榊涼子）
- 境界之輪迴（三波鈴）
- SHOW BY ROCK!!（月乃）
- 御神樂學園組曲（鳴海胡桃）
- 妖精的尾巴（星隸天·羌華）
- 戰姬絕唱SYMPHOGEAR GX（曉切歌）
- 潮與虎（御守大人）
- 城下町的蒲公英（櫻田葵）
- 學園孤島（佐倉慈）
- 緋彈的亞莉亞AA（佐佐木志乃）
- DD北斗之拳2（莉巴子）
- 請問您今天要來點兔子嗎？？（摩卡）

2016年
- 少女們向荒野進發（高坂）
- 幸運邏輯（劍詩織）
- 無頭騎士異聞錄 DuRaRaRa!!×2 結（真奈花）
- 為美好的世界獻上祝福！（達克妮絲）
- 虹色時光（松永希美、5組女子）
- 金田一少年之事件簿R 第2期（雪原沙耶香）
- 潮與虎 第2期（御守大人）
- 飛翔的魔女（奇多）
- 魔奇 仙巴历险记（赛莲缇娜）
- ReLIFE（日代千鶴）
- 食戟之靈 貳之皿（榊涼子）
- 初戀怪獸（林真冬、貞子）
- 亞爾斯蘭戰記 風塵亂舞（伊莉娜）
- Tales of Zestiria the X 第1期（艾莉莎）
- SHOW BY ROCK!!SHORT!!（月乃）
- 天真與閃電（犬塚多惠）
- TABOO TATTOO－禁忌咒紋－（庫茱莉）
- NEW GAME!（遠山倫）
- 藍海少女！（大木雙葉）
- 齊木楠雄的災難（照橋心美）
- 路人超能100（千尋）
- 槍彈辯駁3 －The End of 希望峰學園－ 絕望篇（罪木蜜柑）
- 槍彈辯駁3 －The End of 希望峰學園－ 希望篇（罪木蜜柑）
- SHOW BY ROCK!!#（月乃）
- 輕拍翻轉小魔女（白色洋裝的少女）
- 3月的獅子（川本明里、黑貓）

2017年
- 漫研社～surgical friends～（波乃香前輩、青蛙、哈姆助、29號、未來小海豚、墨西哥鈍口螈）
- 烏菈菈迷路帖（妮娜）
- Hand Shakers（北條璃璃）
- 為美好的世界獻上祝福！2（達克妮絲）
- 快盜天使雙胞胎BREAK（如月堇／藍寶石天使）
- 不起眼女主角培育法♭（霞之丘詩羽）
- 戰姬絕唱SYMPHOGEAR AXZ（曉切歌）
- 將國戡亂記（洋梨之艾雪）
- NEW GAME!（遠山倫）
- 悠久持有者：魔法老师！ 第2部（樱雨桐衣）
- Infini-T Force（界堂笑）
- 食戟之靈 餐之皿（榊涼子）
- 寶石之國（鑽石）
- 3月的獅子 第2期（川本明里、黑貓、路过喵）

2018年
- 比宇宙更遠的地方（小淵澤貴子）
- 皇帝聖印戰記（瑪麗娜·克萊榭）
- 龍王的工作！（清瀧桂香）
- 小木乃伊到我家（柏木楓、小伊、可尼）
- 齊木楠雄的災難 第二季（照橋心美）
- 重神機潘多拉（塞西爾·蘇）
- 閃電十一人 戰神的天秤（海腹乃莉花）
- Lostorage conflated WIXOSS（植村一衣）
- 藍海少女！～Advance～（大木雙葉）
- LOST SONG（科提、梅爾）
- 最終休止符 -無止境的螺旋物語-（伊歐娜）
- 輕羽飛揚（志波姬唯華）
- 後街女孩（溝口花鈴）
- 春原莊的管理員小姐（椎名茉莉）
- LORD of VERMILION 紅蓮之王（花島笙子）
- GRAND BLUE碧藍之海（鈴木惠子）
- 終將成為妳（佐伯沙彌香）
- 魔法禁書目錄Ⅲ（五和）
- 寄宿學校的茱麗葉（茱麗葉·佩西亞）
- 叛逆性百萬亞瑟王（法沙利亞）
- 刀劍神域 Alicization（愛麗絲·辛賽西斯·薩提／愛麗絲·滋貝魯庫）
- 閃亂神樂 SHINOVI MASTER -東京妖魔篇-（詠）

2019年
- W'z（璃璃／北條璃璃）
- 約定的夢幻島（安娜）
- 鬼滅之刃（胡蝶香奈惠）
- 叛逆性百萬亞瑟王 第二期（法沙利亞）
- 異世界四重奏（達克妮絲）
- 普通攻擊是全體二連擊，這樣的媽媽你喜歡嗎？（大好真真子）
- 在地下城尋求邂逅是否搞錯了什麼II（亞絲菲·阿爾·安朵美達）
- 真·中華一番！（周梅麗）
- 刀劍神域 Alicization War of Underworld（愛麗絲·辛賽西斯·薩提／愛麗絲·滋貝魯庫、愛麗西亞·克林格曼）
- 花牌情緣3（大江奏、白波會女子）
- 碧藍航線( 加賀)
- 食戟之靈 神之皿（榊涼子）

2020年
- 異世界四重奏2（達克妮絲）
- 達爾文遊戲（劉雪蘭）
- 暗黑破壞神在身邊。（澄楚琴子）
- 少女前線 -狂亂篇-（NTW-20、Kar98k）
- 請在伸展台上微笑（長谷川心）
- 索瑪麗與森林之神（ヘイゼル）
- number24（伊吹的母親）
- 食戟之靈 豪之皿（榊涼子）
- 弩級戰隊HXEROS（白雪舞姬）
- 刀劍神域 Alicization War of Underworld -THE LAST SEASON-（愛麗絲·辛賽西斯·薩提／愛麗絲·滋貝魯庫、愛麗西亞·克林格曼）
- 天晴爛漫！（克勞迪亞）
- 戰翼的希格德莉法（露莎卡·艾弗瑞斯卡）
- 大貴族（賽伊拉·J·洛伊阿迪）
- 在地下城尋求邂逅是否搞錯了什麼III（亞絲菲·阿爾·安朵美達）
- 安達與島村（樽見）
- 請問您今天要來點兔子嗎？BLOOM（摩卡）

2021年
- 比方說，這是個出身魔王關附近的少年在新手村生活的故事（瑪莉）
- 裏世界遠足（仁科鳥子）
- 約定的夢幻島 Season 2（安娜）
- 真・中華一番！第2期（周梅麗）
- 弱角友崎同學（菊池風香）
- 堀與宮村（堀百合子）
- 無職轉生～到了異世界就拿出真本事～（希露菲葉特／菲茲）
- SHOW BY ROCK!! STARS!!（月乃）
- 哆啦A梦（雪精灵）
- 勇者鬥惡龍 達伊的大冒險（索雅菈）
- 瓦尼塔斯的手札（多米妮克）
- 賈希大人不氣餒！（店長）
- 白金終局（芭雷）
- BUILD DIVIDE -#000000-（空木愛）

2022年
- Delicious Party ♡ 光之美少女（珍托爾／菓彩天音／終極天使）
- 名偵探柯南 警察學校篇 Wild Police Story（娜塔莉·來間）
- 白金終局（學生C）
- 魯邦三世 PART6（芬）
- BUILD DIVIDE -#FFFFFF-（空木愛）
- 成為女主角！~被討厭的女主角和秘密的工作~（內田茉優）
- 社畜想被幼女幽靈療癒。（母親）
- 王者天下4（紫季歌）
- 繼母的拖油瓶是我的前女友（伊理戶由仁）
- 在地下城尋求邂逅是否搞錯了什麼IV（亞絲菲·阿爾·安朵美達）
- 艦隊Collection 總有一天，在那片海（朝霜）

2023年
- 英雄王，為了窮盡武道而轉生～而後成為世界最強見習騎士♀～（席琳娜·尤庫斯）
- 為美好的世界獻上爆焰！（渾身黏液的騎士）
- 無職轉生II～到了異世界就拿出真本事～（希露菲葉特／菲茲）
- 轉生成自動販賣機的我今天也在迷宮徘徊（菲爾米娜）
- 七魔劍支配天下（奧菲莉亚·薩爾瓦多利）
- 堀與宮村 -piece-（堀百合子）
- 哆啦A夢（伊藤翼）
- 闇影詩章F（ヒメル）

2024年
- 弱角友崎同學 2nd STAGE（菊池風香、克莉絲、利普拉、艾爾希雅）
- 青之驅魔師 島根啓明結社篇（廁所裡的繭子同學）
- 公主殿下，「拷問」的時間到了（潔安德）
- 為美好的世界獻上祝福！3（達克妮絲）
- 王牌酒保 神之杯（君嶋瑠美）
- 單人房、日照一般、附天使。（德光真理）
- 深夜Punch（雪）
- 身為VTuber的我因為忘記關台而成了傳說（山谷還）
- Delico's Nursery（芙麗妲·德里克）
- 神之塔（第2期）（倫·梅伊）
- 2.5次元的誘惑（生地繪理華）

2025年
- 青春特調蜂蜜檸檬蘇打（羽花的媽媽）
- 遲早是最強的鍊金術師？（蘇菲亞·希爾菲德）
- Unnamed Memory 無名記憶 Act.2（莉莉娅）
- 持續狩獵史萊姆三百年，不知不覺就練到LV MAX ～其二～（悠芙芙）
- 鬼人幻燈抄（阿風）
- 中禪寺老師妖怪講義錄 解謎就交給老師。（中禪寺千鶴子）
- 鄉下大叔成為劍聖（蘿潔·瑪布爾哈特）
- 帝乃三姊妹意外地容易相處。（綾世昴）
- 遊樂場少女的異文化交流（望月桃子）
- 轉生成自動販賣機的我今天也在迷宮徘徊 2nd season（菲爾米娜）
- Silent Witch 沉默魔女的祕密（克勞蒂亞）
- 戀上換裝娃娃 Season 2（相澤りほ）
- 永久的黃昏（王真樹十和紗）
- 東島丹三郎想成為假面騎士（岡田百合子）

2026年
- 公主殿下，「拷問」的時間到了（第2期）（潔安德）

### 劇場版動畫
2012年
- Code Geass 亡國的AKITO 第1章「翼龍降臨」（安娜·克萊曼）

2013年
- 劇場版 我們仍未知道那天所看見的花的名字。（本間芽衣子）
- Code Geass 亡國的AKITO 第2章「撕裂的翼龍」（安娜·克萊曼）

2014年
- 劇場版 猛烈宇宙海賊 超空間的深淵（星宮愛衣）

2015年
- 少女與戰車 劇場版（武部沙織）

2016年
- 玻璃花與毀壞的世界（菫）

2017年
- NO GAME NO LIFE 遊戲人生 ZERO（休比·多拉、白）
- 少女與戰車 最終章（第1話）（武部沙織）

2018年
- 劇場版 無敵鐵金剛 / INFINITY（弓莎也佳）
- 於離別早晨飾上約定之花（蕾莉雅）

2019年
- 劇場版 在地下城尋求邂逅是否搞錯了什麼 -獵戶座之箭-（亞絲菲·阿爾·安朵美達）
- 少女與戰車 最終章（第2話）（武部沙織）
- 劇場版 為美好的世界獻上祝福！紅傳說（達克妮絲）
- 不起眼女主角培育法 Fine（霞之丘詩羽）

2020年
- 劇場版 SHIROBAKO（小笠原綸子）
- Fate/stay night [Heaven's Feel] Ⅲ. 春櫻之歌（克勞蒂亞·奧爾黛西亞）
- HoneyWorks 10th Anniversary "LIP×LIP FILM×LIVE"（內田茉優）

2021年
- ARIA The CREPUSCOLO（阿尼亞·杜斯妥也夫斯卡雅、鳳尾船女性客）
- 少女與戰車 最終章（第3話）（武部沙織）
- ARIA The BENEDIZIONE（阿尼亞·杜斯妥也夫斯卡雅）

2022年
- 劇場版 異世界四重奏 ～Another World～（達克妮絲）

2023年
- 少女與戰車 最終章（第4話）（武部沙織、多美）

2024年
- 心之觸碰。

2025年
- 少女與戰車 更加相親相愛作戰！（武部沙織）

### OVA
2010年
- 怪物王女（紗和和、人魚）

2012年
- 絕對純白魔法少女（新田由比）

2013年
- 翠星上的加爾岡緹亞（沙耶）

2014年
- 翠星的加爾岡緹亞-遙遠的巡迴航路 前編（沙耶）
- 絕滅危愚少女 Amazing Twins（梢實）
- 閃爍的青春（槙田悠里）
- 魔奇少年 辛巴達的冒險（賽蓮蒂尼）※漫畫第3卷特別版原創動畫附DVD

2016年
- 機動戰士GUNDAM THE ORIGIN Ⅲ 破曉起義（塞娜·米亞）
- 食戟之靈「巧的下町合戰」（榊涼子）
- 為美好的世界獻上祝福！（達克妮絲）※小說第9卷限定版附贈BD
- 食戟之靈「暑假的繪里奈」（榊涼子）
- 虹色時光「虹色日和」（松永希美）
- 黑色五葉草（修女・莉莉）※試作版、第11卷漫畫附OAD
- 在地下城尋求邂逅是否搞錯了什麼（亞絲菲·阿爾·安朵美達）

2017年
- YUYU式 給人添麻煩、被人添麻煩（相川千穗）
- 食戟之靈 貳之皿「秋月的邂逅」（榊涼子）
- 食戟之靈 貳之皿「遠月十傑」（榊涼子）
- 為美好的世界獻上祝福！2（達克妮絲）※小說第12卷限定版附贈BD
- 悠久持有者 OVA（樱雨桐衣）

2018年
- ReLIFE"完結篇"（日代千鶴）
- 悠久持有者 OVA 2（樱雨桐衣）
- 悠久持有者 OVA 3（樱雨桐衣）

2025年
- 為美好的世界獻上祝福！3—BONUS STAGE—（達克妮絲）

### 網路動畫
2010年代
- 星期一的豐滿（2016年，後輩）
- A.I.C.O. -Incarnation-（2018年，白石真帆）
- 絲襪視界（2019年，奧墨結子）
- 齐木楠雄的灾难 再啟动篇（2019年，照桥心美）

2020年代
- 星期一的豐滿2（2021年，後輩）
- The Missing 8（2021年，母親）
- Fate/Grand Order 搞不懂的藤丸立香 第2期（2024年，紫式部）

### 遊戲
2008年
- 桃色大戰（紗優、青石夕步）

2011年
- 閃亂神樂 -少女們的真影-（詠）
- 魔法禁書目錄（五和）
- 嫁Colle（楪祈、茂森真央、椎名真白、三谷佳苗、冬海愛衣、武部沙織、林田奈奈、多華宮霞、比良平千咲、魔法澤茜）

2012年
- 我們仍未知道那天所看見的花的名字。（本間芽衣子）
- Starry☆Sky 〜After Winter〜（高梨藍）
- 閃亂神樂 Burst -紅蓮的少女們-（詠）
- 現在就想告訴哥哥，我是妹妹！（茂森真央）
- 我的妹妹哪有這麼可愛 攜帶版哪有可能繼續（大人布莉姬）
- （夢前春瑚）
- 超級槍彈辯駁2 再見絕望校園（罪木蜜柑）
- 那由多之軌跡（諾伊）

2013年
- 閃亂神樂 SHINOVI VERSUS -少女們的証明-（詠）
- 櫻花莊的寵物女孩（椎名真白）
- 迷宫旅人2（艾丽西亚·哈特）
- 最终幻想XIV（杨·修特拉）

2014年
- 少女與戰車 戰車道的極致！（武部沙織）
- 貓耳求生者！（音、蘇菲）
- 電擊文庫 FIGHTING CLIMAX（椎名真白）
- 龍族撲克（小惡魔梨乃（妹）、小惡魔奈奈（姐）、系統語音）
- 光明之響（琳娜·梅菲德）
- 鋼彈創壞者 2（活動主持）
- 第3次超級機器人大戰Z時獄篇（御子乃·鈴白）

2015年
- 熱情傳奇（艾莉夏）
- 蒼之騎士團（無限的可能性 席拉）
- 閃亂神樂 夏日對決 -少女們的抉擇-（詠）
- TWILIGHT LORE（靈兒）
- 艦隊收藏（朝霜、香取、U-511／呂500、葛城、鹿島、嵐）
- 不起眼女主角培育法 -blessing flowers-（霞之丘詩羽）
- 東京迷城（倉敷栞）
- 第3次超級機器人大戰Z天獄篇（御子乃·鈴白、沙耶）
- 問答RPG 魔法使與黑貓維茲（凜華·懷亞特）
- 最终幻想 纷争（街机版）（杨·修特拉）
- 新龍之谷【日服】（瑪奇娜）

2016年
- 妃十三學園 Alternative Girls（有村詩音）
- CLOSERS【日服】（蕾比雅）
- 少女前線（Kar98k、StG44、NTW-20）
- 靈魂行者【日服】（哈露·伊斯提雅）

2017年
- 刀劍神域 Code Register（愛麗絲·辛賽西斯·薩提）
- 刀劍神域 虛空幻界（愛麗絲·辛賽西斯·薩提）
- 另一個伊甸園 超越時空的貓（菲妮）
- 白貓Project【日服】（奧斯克露）
- 陰陽師（小松丸）※於2021年4月28日遊戲更新後替換聲優。
- 碧藍航線（齊柏林伯爵、加賀、愛宕、聲望）
- 少女與戰車 戰車道大作戰!（遠山倫）
- 東津萌米 穗姬（穗姬）
- 閃耀幻想曲（萊涅、佐倉慈、遠山倫、棗妮娜、相川千穗、橘勇魚、保登萌香）
- 魔法禁書目錄（手游）（五和）
- 戰姬絕唱SYMPHOGEAR XD UNLIMITED（曉切歌）
- 聖火降魔錄 英雄雲集（斯利茲）

2018年
- 最终幻想 紛爭NT（雅·修朵拉）
- 最终幻想世界（雅·修朵拉）※资料片 Maxima追加角色
- 悠久持有者：魔法老師！ 第2部（櫻雨桐衣）
- 少女與戰車 戰車夢幻大會戰（武部沙織）
- 閃亂神樂 Burst Re:Newal（詠）
- 名偵探皮卡丘（莉塔·派翠吉）
- 齊木楠雄的災難 妄想暴走！超能大戰（照橋心美）
- 皇帝聖印戰記（瑪麗娜·克萊榭）
- 機動戰隊（朧）
- 八方旅人（奧菲莉娅·克雷蒙特）
- 棕色塵埃（葛蘭希爾德）
- Dragalia Lost ～失落的龍絆～（潔西雅）
- 茜色少女（蕾伊）
- PEACH BALL 閃亂神樂（詠）
- 食之契約（韓式泡菜、屠蘇酒）

2019年
- 閃電十一人 戰神的天秤（海腹乃莉花）
- 47 HEROINES（在間惠理）
- 碧藍航線 Crosswave（加賀）
- 噬血代碼（米娅·柯恩斯坦 )
- 神角技巧與11名破壞者（愛麗莎·銀嵐）
- Fate/Grand Order（紫式部）
- 魔法禁書目錄 幻想収束（五和、達克妮絲）
- 怪物彈珠（綿津見）
- 勇者鬥惡龍XI S (蘿蜜雅)
- 明日方舟（白金）※於2021年10月24日遊戲更新後替換聲優。
- 寶可夢大師（莉佳）
- 苍蓝誓约（北卡罗来纳）
- 彈射世界 (World Flipper)（ネフティム）

2020年
- 重裝戰姬（九條綾、鬼影燈）
- 刀劍神域 彼岸遊境（爱丽丝·辛賽西斯·萨提）
- 梦境链接（安娜）
- 戰雙帕彌什（麗芙）
- 為美好的世界獻上祝福！Fantastic Days（達克妮絲）

2021年
- 模型少女AWAKE（葵、真戀、艾倫茲•珀爾）
- 月姬 -A piece of blue glass moon-（諾艾爾）
- Melty Blood: TYPE LUMINA（諾艾爾、死徒諾艾爾）

2022年
- Crash Fever（希露菲葉特）
- 異度神劍3（七飯）

### 廣播劇CD
- 伊王野女王狂熱的愛情（伊王野·米特·阿爾修萊因）
- 我被綁架到貴族女校當「庶民樣本」（有栖川麗子）
- 我女友與青梅竹馬的慘烈修羅場（冬海愛衣[59]） - 原作第8卷限定特裝版
- 不起眼女主角培育法 角色形象曲（霞之丘詩羽）
- 櫻花莊的寵物女孩 -椎名真白的首次關懷-（椎名真白）
- 妹戀！（日向）
- 執事★遊戲（婚約者）
- 太陽之家（泡芙店、戰國居酒屋店員）- 單行本第5卷附贈廣播劇CD特裝版
- TRINITY SEVEN 魔道書7使者（淺見莉莉絲）
- 奮鬥吧！系統工程師（姪乃濱梢）
- 虹色時光（松永希美）
- 29與JK（渡良瀨綾）
- 龍王的工作！（清瀧桂香） - 第4卷附贈廣播劇CD特裝版
- 全世界我最愛的就是胸部！（桃瀬透香[60]）

### 廣播CD
- 緋彈的亞莉亞AA（佐佐木志乃）
- 廣播CD「不起眼女主角培育法Again」
- 廣播CD「NO RADIO NO LIFE」Vol.1 - 3
- 廣播CD 輪迴的拉格朗日1 - 3
- 廣播CD 「RADIO NEW GAME!～光與倫的進展報告會～」Vol.1
- CD 「廣播的婚約者與青梅竹馬的慘烈修羅場」 Vol.1[61]
- 廣播CD「Radio『緋彈的亞莉亞Ayane Ai』」」

### 廣告
- Comptiq 2016年1月號 電視廣告（「艦隊Collection -艦Colle-」「朝霜」）
- 麒麟·冰結 WEB限定CM（2016年，安娜、咲）
- 普通攻擊是全體二連擊，這樣的媽媽你喜歡嗎？（2017年[62]）

### 有聲漫畫
- 雨後晴空燦爛（2022年，香田千晴[63]）
- 可愛原學姐喜歡可愛的早乙女君！（2025年，可愛原學姐[64]）

### 其他
- 東方二次創作同人動畫 秘封活動記録-月-（西行寺幽幽子）
- 秩父市印象角色「洋芋熊君」（2016年，洋芋熊君的聲音[65]）
- 多數決廣播劇「青春豬頭少年不會夢到兔女郎學姊 with 櫻花莊的寵物女孩」（2016年，椎名真白）
- fripSide「Love with You」MV
- 「普通攻擊是全體二連擊，這樣的媽媽你喜歡嗎？」有聲書（2018年，朗讀[66]）

## 音樂作品

### 角色歌
| 發售日   | 商品名稱                                                          | 演唱名義 | 歌曲                                          | 備註                                             |
| 2011年   | 2011年                                                            | 2011年 | 2011年                                        | 2011年                                           |
| -------- | ----------------------------------------------------------------- | --- | --------------------------------------------- | ------------------------------------------------ |
| 1月18日  | 食夢者瑪莉 角色歌 橘勇魚                                          | 橘勇魚（茅野愛衣） | 「」 「」                                     | 電視動畫《食夢者瑪莉》相關歌曲                   |
| 4月27日  |                                                                   | 本間芽衣子（茅野愛衣）、安城鳴子（戶松遙）、鶴見知利子（早見沙織）                                                                                                   | 「」 「」                                     | 電視動畫《我們仍未知道那天所看見的花名。》片尾曲 |
| 8月24日  | 眾神中的貓神 角色歌 Vol.3                                         | 笹鳴（茅野愛衣） | 「」                                          | 電視動畫《眾神中的貓神》相關歌曲                 |
| 9月28日  |                                                                   | 早乙女浪漫（茅野愛衣） | 「」 「」                                     | 電視動畫《SKET DANCE》相關歌曲                   |
| 9月28日  | 神樣DOLLS 廣播劇·角色歌專輯 Vol.2 ～與日日乃一起～                | 史場日日乃（茅野愛衣） | 「」                                          | 電視動畫《神樣DOLLS》相關歌曲                    |
| 10月12日 | 神的記事本 角色歌 Vol.2                                           | 篠崎彩夏（茅野愛衣） | 「Another sky」 「」                          | 電視動畫《神的記事本》相關歌曲                   |
| 12月16日 | SKET DANCE 角色歌專輯                                             | 早乙女浪漫（茅野愛衣） | 「」                                          | 電視動畫《SKET DANCE》相關歌曲                   |
| 2012年   |                                                                   | |                                               |                                                  |
| 3月7日   |                                                                   | SKET"敗者"歌謠 | 「」                                          | 電視動畫《SKET DANCE》相關歌曲                   |
| 3月21日  | 花牌情緣 原聲帶&角色歌集 第2首                                    | 大江奏（茅野愛衣） | 「」                                          | 電視動畫《花牌情緣》相關歌曲                     |
| 5月23日  |                                                                   | 千反田愛瑠（佐藤聰美）、伊原摩耶花（茅野愛衣） | 「」                                          | 電視動畫《冰菓》片尾曲                           |
| 5月23日  | 「」                                                              | 千反田愛瑠（佐藤聰美）、伊原摩耶花（茅野愛衣） | 電視動畫《冰菓》相關歌曲                      |                                                  |
| 8月15日  |                                                                   | 鴨女運動服社 | 「」 「」                                     | 電視動畫《輪迴的拉格朗日 第二季》片尾曲          |
| 8月22日  |                                                                   | 千反田愛瑠（佐藤聰美）、伊原摩耶花（茅野愛衣） | 「」                                          | 電視動畫《冰菓》片尾曲                           |
| 8月22日  | 「」                                                              | 千反田愛瑠（佐藤聰美）、伊原摩耶花（茅野愛衣） | 電視動畫《冰菓》相關歌曲                      |                                                  |
| 8月29日  | 櫻花莊的寵物女孩 Starter CD BOX                                   | 椎名真白（茅野愛衣） | 「」 「」                                     | 電視動畫《櫻花莊的寵物女孩》相關歌曲             |
| 9月19日  | 輪迴的拉格朗日 第二季 角色CD Vol.3 麥波篇                         | 麥波（茅野愛衣） | 「Darlin'」                                   | 電視動畫《輪迴的拉格朗日 第二季》相關歌曲        |
| 11月7日  | Enter Enter MISSION!                                              | 鮟鱇隊 | 「Enter Enter MISSION!」                      | 電視動畫《少女與戰車》片尾曲                     |
| 11月7日  | Enter Enter MISSION!                                              | 鮟鱇隊 | 「」                                          | 電視動畫《少女與戰車》印象曲                     |
| 11月21日 |                                                                   | 寵物女孩們 | 「」                                          | 電視動畫《櫻花莊的寵物女孩》片頭曲               |
| 11月21日 | 少女與戰車 角色歌 vol.2 武部沙織                                  | 武部沙織（茅野愛衣） | 「」 「SUNNY GIRL」                           | 電視動畫《少女與戰車》相關歌曲                   |
| 2013年   |                                                                   | |                                               |                                                  |
| 1月30日  | 櫻花莊的寵物女孩 Blu-ray&DVD Vol.1 特典CD                         | 椎名真白（茅野愛衣） | 「」                                          | 電視動畫《櫻花莊的寵物女孩》相關歌曲             |
| 2月13日  |                                                                   | 焰（喜多村英梨）、詠（茅野愛衣）、日影（白石涼子）、未來（後藤沙緒里）、春花（豐口惠）                                                                               | 「」                                          | 電視動畫《閃亂神樂 -少女們的真影-》片尾曲        |
| 2月27日  | 我女友與青梅竹馬的慘烈修羅場 Blu-ray&DVD 第1卷 特典CD             | 自我演出的乙女之會 | 「Girlish Lover」                             | 電視動畫《我女友與青梅竹馬的慘烈修羅場》片頭曲   |
| 3月27日  | 現在就想告訴哥哥，我是妹妹！ 歌唱專輯                             | 茂森真央（茅野愛衣） | 「」 「」                                     | 遊戲《現在就想告訴哥哥，我是妹妹！》相關歌曲     |
| 7月10日  |                                                                   | 露基（茅野愛衣） | 「」                                          | 電視動畫《戰勇。》相關歌曲                       |
| 7月17日  | YUYU式 角色歌專輯 第一言！                                        | 相川千穗（茅野愛衣）、岡野佳（潘惠美）、長谷川文（清水茉菜） | 「」                                          | 電視動畫《YUYU式》相關歌曲                       |
| 7月17日  | YUYU式 角色歌專輯 第一言！                                        | 相川千穗（茅野愛衣） | 「」                                          | 電視動畫《YUYU式》相關歌曲                       |
| 7月17日  | YUYU式 角色歌專輯 第一言！                                        | 相川千穗（茅野愛衣）、岡野佳（潘惠美） | 「」                                          | 電視動畫《YUYU式》相關歌曲                       |
| 7月24日  | 我女友與青梅竹馬的慘烈修羅場 Blu-ray&DVD 第6卷 特典CD             | 冬海愛衣（茅野愛衣） | 「」                                          | 電視動畫《我女友與青梅竹馬的慘烈修羅場》相關歌曲 |
| 8月7日   | 電視動畫《少女與戰車》Fan Disc CD「」                             | 鮟鱇隊 | 「」 「」                                     | 電視動畫《少女與戰車》印象曲                     |
| 8月7日   |                                                                   | 斯特拉女學院高等科C3部 | 「」                                          | 電視動畫《斯特拉女學院高等科C3部》片尾曲         |
| 8月21日  | Servant×Service Blu-ray&DVD第1卷特典CD                            | 山神露西（略）（茅野愛衣）、三好紗耶（中原麻衣）、千早惠（豐崎愛生）                                                                                                 | 「」                                          | 電視動畫《Servant x Service》片頭曲              |
| 8月21日  | 我女友與青梅竹馬的慘烈修羅場 Blu-ray&DVD 第7卷特典CD              | 自我演出的乙女之會 | 「Girlish Party」                             | 電視動畫《我女友與青梅竹馬的慘烈修羅場》相關歌曲 |
| 8月21日  | 我女友與青梅竹馬的慘烈修羅場 Blu-ray&DVD 全卷購入特典CD           | 自我演出的乙女之會 | 「」                                          | 電視動畫《我女友與青梅竹馬的慘烈修羅場》相關歌曲 |
| 9月11日  | 戰姬絕唱SYMPHOGEAR G 角色歌7 曉切歌                               | 曉切歌（茅野愛衣） | 「」 「」                                     | 電視動畫《戰姬絕唱SYMPHOGEAR G》插入曲           |
| 9月25日  | 狗與剪刀必有用 角色歌7                                            | 姬萩紅葉（茅野愛衣） | 「」 「」                                     | 電視動畫《狗與剪刀必有用》相關歌曲               |
| 9月25日  | Servant×Service Blu-ray&DVD第2卷特典CD                            | 山神露西（略）（茅野愛衣） | 「」                                          | 電視動畫《Servant×Service》相關歌曲              |
| 9月25日  | Servant×Service Blu-ray&DVD第2卷特典CD                            | 山神露西（略）（茅野愛衣） | 「」                                          | 電視動畫《Servant×Service》片尾曲                |
| 11月27日 |                                                                   | 歌組雪月花 | 「」                                          | 電視動畫《機巧少女不會受傷》片尾曲               |
| 11月27日 | 「」                                                              | 歌組雪月花 | 電視動畫《機巧少女不會受傷》相關歌曲          |                                                  |
| 11月27日 | 夜櫻四重奏 角色歌精選&原聲帶                                      | V·莉菈·F（茅野愛衣） | 「」                                          | 電視動畫《夜櫻四重奏》相關歌曲                   |
| 11月27日 | 夜櫻四重奏 角色歌精選&原聲帶                                      | 槍櫻姬（福圓美里）、比泉秋名（梶裕貴）、七海蒼（藤田咲）、五十音言葉（澤城美雪）、岸恭助（小野大輔）、岸桃華（戶松遙）、V·茱莉·F（大久保藍子）、V·莉菈·F（茅野愛衣） | 「」                                          | 電視動畫《夜櫻四重奏》相關歌曲                   |
| 12月4日  | 戰姬絕唱SYMPHOGEAR G BD&DVD第3卷限定版特典CD                      | 月讀調（南條愛乃）、曉切歌（茅野愛衣） | 「ORBITAL BEAT（Ver.ZABABA）」                | 電視動畫《戰姬絕唱SYMPHOGEAR G》插入曲           |
| 12月25日 | 機巧少女不會受傷 Blu-ray&DVD Vol.1 初回生產特典 Special Song CD   | 伊呂里（茅野愛衣） | 「」                                          | 電視動畫《機巧少女不會受傷》相關歌曲             |
| 12月25日 | 機巧少女不會受傷 Blu-ray&DVD Vol.1 初回生產特典 Special Song CD   | 歌組雪月花 | 「-{{{#parsoid\0fragment:1}}}-」              | 電視動畫《機巧少女不會受傷》相關歌曲             |
| 2014年   |                                                                   | |                                               |                                                  |
| 1月8日   | 戰姬絕唱SYMPHOGEAR G BD&DVD第4卷限定版特典CD                      | 月讀調（南條愛乃）、曉切歌（茅野愛衣） | 「」                                          | 電視動畫《戰姬絕唱SYMPHOGEAR G》插入曲           |
| 3月5日   | 戰姬絕唱SYMPHOGEAR G BD&DVD第6卷限定版特典CD                      | 曉切歌（茅野愛衣） | 「」                                          | 電視動畫《戰姬絕唱SYMPHOGEAR G》插入曲           |
| 3月5日   | 戰姬絕唱SYMPHOGEAR G BD&DVD第6卷限定版特典CD                      | 月讀調（南條愛乃）、曉切歌（茅野愛衣） | 「Edge Works of Goddess ZABABA」              | 電視動畫《戰姬絕唱SYMPHOGEAR G》插入曲           |
| 3月5日   | 戰姬絕唱SYMPHOGEAR G BD&DVD第6卷限定版特典CD                      | 立花響（悠木碧）、風鳴翼（水樹奈奈）、雪音克莉絲（高垣彩陽）、瑪麗亞·卡登扎夫娜·伊芙（日笠陽子）、月讀調（南條愛乃）、曉切歌（茅野愛衣）                             | 「」                                          | 電視動畫《戰姬絕唱SYMPHOGEAR G》插入曲           |
| 3月5日   | 戰姬絕唱SYMPHOGEAR G BD&DVD第6卷限定版特典CD                      | 立花響（悠木碧）、風鳴翼（水樹奈奈）、雪音克莉絲（高垣彩陽）、瑪麗亞·卡登扎夫娜·伊芙（日笠陽子）、月讀調（南條愛乃）、曉切歌（茅野愛衣）、天羽奏（高山南）           | 「」                                          | 電視動畫《戰姬絕唱SYMPHOGEAR G》插入曲           |
| 4月23日  | 青春紀行 BD、DVD第5卷特典CD                                       | 加賀香子（堀江由衣）、林田奈奈（茅野愛衣）、岡千波（木戶衣吹） | 「」                                          | 遊戲《青春紀行 Vivid Memories》片尾曲            |
| 4月23日  | 青春紀行 BD、DVD第5卷特典CD                                       | 林田奈奈（茅野愛衣） | 「」                                          | 遊戲《青春紀行 Vivid Memories》片尾曲            |
| 4月30日  |                                                                   | YELL | 「」                                          | 電視動畫《如果折斷她的旗》片尾曲                 |
| 4月30日  | 菜波·K·布列德費爾德（木戶衣吹）、魔法澤茜（茅野愛衣）             | 「」 | 電視動畫《如果折斷她的旗》相關歌曲            |                                                  |
| 5月21日  |                                                                   | 白（茅野愛衣） | 「」                                          | 電視動畫《NO GAME NO LIFE 遊戲人生》片尾曲       |
| 5月21日  | 白（茅野愛衣）、史蒂芬妮·多拉（日笠陽子）、吉普莉爾（田村由香里） | 「Bias Hacker」 | 電視動畫《NO GAME NO LIFE 遊戲人生》相關歌曲  |                                                  |
| 5月28日  | 來自風平浪靜的明日 BD、DVD第6卷特典CD                             | 比良平千咲（茅野愛衣） | 「」                                          | 電視動畫《來自風平浪靜的明日》相關歌曲           |
| 6月25日  | NO GAME NO LIFE 遊戲人生 BD、DVD第1卷特典CD                       | 白（茅野愛衣） | 「=ONESELF」                                  | 電視動畫《NO GAME NO LIFE 遊戲人生》相關歌曲     |
| 7月18日  | 地球隊長 BD、DVD第1卷特典CD                                       | 夢塔哈娜（茅野愛衣） | 「」                                          | 電視動畫《地球隊長》片尾曲                       |
| 7月23日  | 魔女的使命 角色歌專輯                                             | 多華宮霞（茅野愛衣）、多華宮仄（小林裕介） | 「」                                          | 電視動畫《魔女的使命》相關歌曲                   |
| 7月23日  | 如果折斷她的旗 BD、DVD第2卷特典CD                                 | 魔法澤茜（茅野愛衣） | 「」 「」                                     | 電視動畫《如果折斷她的旗》相關歌曲               |
| 7月23日  | 青春紀行 BD、DVD第8卷特典CD                                       | 加賀香子（堀江由衣）、林田奈奈（茅野愛衣）、岡千波（木戶衣吹） | 「」                                          | 遊戲《青春紀行 Vivid Memories》片尾曲            |
| 7月23日  | 青春紀行 BD、DVD第8卷特典CD                                       | 林田奈奈（茅野愛衣） | 「」                                          | 遊戲《青春紀行 Vivid Memories》片尾曲            |
| 8月22日  | 地球隊長 BD、DVD第2卷特典CD                                       | 夢塔哈娜（茅野愛衣） | 「」                                          | 電視動畫《地球隊長》插入曲                       |
| 10月29日 | GLASSLIP 角色歌專輯                                               | 白崎百（茅野愛衣） | 「」                                          | 電視動畫《GLASSLIP》相關歌曲                     |
| 12月3日  | 不起眼女主角培育法 角色印象曲 霞之丘詩羽                          | 霞之丘詩羽（茅野愛衣） | 「」 「LOVE iLLUSiON（Utaha Solo Ver.）」     | 電視動畫《不起眼女主角培育法》相關歌曲           |
| 12月24日 | SHIROBAKO BD、DVD第1卷初回限定版特典CD                            | Tracy | 「」                                          | 電視動畫《SHIROBAKO》插入曲                      |
| 2015年   |                                                                   | |                                               |                                                  |
| 1月23日  | 地球隊長 BD、DVD第7卷特典CD                                       | 夢塔哈娜（茅野愛衣） | 「」                                          | 電視動畫《地球隊長》插入曲                       |
| 1月28日  | 光明之響 Music Collection                                         | 琳娜（茅野愛衣） | 「」                                          | 遊戲《光明之響》相關歌曲                         |
| 3月4日   | 不起眼女主角培育法 BD、DVD 第1卷 限定版特典CD                     | 澤村·史賓瑟·英梨梨（大西沙織）、霞之丘詩羽（茅野愛衣）、加藤惠（安野希世乃）                                                                                         | 「LOVE iLLUSiON」                             | 電視動畫《不起眼女主角培育法》相關歌曲           |
| 3月25日  | 四月是你的謊言 BD、DVD第2卷特典CD                                 | 相座凪（茅野愛衣） | 「」                                          | 電視動畫《四月是你的謊言》相關歌曲               |
| 3月25日  | 女友伴身邊 BD&DVD Vol.3 特典CD                                    | 夢前春瑚（茅野愛衣） | 「」                                          | 電視動畫《女友伴身邊》相關歌曲                   |
| 6月3日   | 不起眼女主角培育法 BD、DVD 第4卷 限定版特典CD                     | 霞之丘詩羽（茅野愛衣） | 「(Vocal) you」                               | 電視動畫《不起眼女主角培育法》相關歌曲           |
| 6月3日   |                                                                   | Criticrista | 「」                                          | 電視動畫《SHOW BY ROCK!!》插入曲                 |
| 6月3日   | 「Attention, Please!!」                                           | Criticrista | 電視動畫《SHOW BY ROCK!!》相關歌曲            |                                                  |
| 8月26日  | 戰姬絕唱SYMPHOGEAR GX 角色歌5 曉切歌                              | 曉切歌（茅野愛衣） | 「」 「」                                     | 電視動畫《戰姬絕唱SYMPHOGEAR GX》插入曲          |
| 9月30日  | 戰姬絕唱SYMPHOGEAR GX BD、DVD第1卷特典CD                          | 月讀調（南條愛乃）、曉切歌（茅野愛衣） | 「Just Loving X-Edge」                        | 電視動畫《戰姬絕唱SYMPHOGEAR GX》插入曲          |
| 10月28日 | 戰姬絕唱SYMPHOGEAR GX BD、DVD第2卷特典CD                          | 立花響（悠木碧）、風鳴翼（水樹奈奈）、雪音克莉絲（高垣彩陽）、瑪麗亞·卡登扎夫娜·伊芙（日笠陽子）、月讀調（南條愛乃）、曉切歌（茅野愛衣）                             | 「」                                          | 電視動畫《戰姬絕唱SYMPHOGEAR GX》插入曲          |
| 10月28日 | 學園孤島 角色歌專輯                                               | 佐倉慈（茅野愛衣） | 「」                                          | 電視動畫《學園孤島》相關歌曲                     |
| 10月28日 | 學園孤島 角色歌專輯                                               | 學園生活社 | 「」                                          | 電視動畫《學園孤島》相關歌曲                     |
| 11月25日 | 緋彈的亞莉亞AA 角色歌集                                           | 佐佐木志乃（茅野愛衣） | 「」                                          | 電視動畫《緋彈的亞莉亞AA》相關歌曲               |
| 11月25日 | SHOW BY ROCK!! BD、DVD第6卷特典CD                                 | 羅齊亞（日高里菜）、月乃（茅野愛衣） | 「」                                          | 電視動畫《SHOW BY ROCK!!》相關歌曲               |
| 12月23日 | 戰姬絕唱SYMPHOGEAR GX BD、DVD第4卷特典CD                          | 月讀調（南條愛乃）、曉切歌（茅野愛衣） | 「Just Loving X-Edge（IGNITED arrangement）」 | 電視動畫《戰姬絕唱SYMPHOGEAR GX》插入曲          |
| 2016年   |                                                                   | |                                               |                                                  |
| 1月27日  |                                                                   | 阿克婭（雨宮天）、惠惠（高橋李依）、達克妮絲（茅野愛衣） | 「」                                          | 電視動畫《為美好的世界獻上祝福！》片尾曲         |
| 1月27日  | 達克妮絲（茅野愛衣）                                              | 「 -達克妮絲 ver.-」 | 電視動畫《為美好的世界獻上祝福！》相關歌曲    |                                                  |
| 2月24日  | 戰姬絕唱SYMPHOGEAR GX BD、DVD第6卷特典CD                          | 瑪麗亞·卡登扎夫娜·伊芙（日笠陽子）、月讀調（南條愛乃）、曉切歌（茅野愛衣）                                                                                           | 「」                                          | 電視動畫《戰姬絕唱SYMPHOGEAR GX》插入曲          |
| 3月9日   | 為美好的世界獻上祝福！角色歌專輯                                  | 達克妮絲（茅野愛衣） | 「Do M」                                      | 電視動畫《為美好的世界獻上祝福！》相關歌曲       |
| 3月9日   | 請問您今天要來點兔子嗎？？BD、DVD第3卷特典CD                      | 心愛（佐倉綾音）、萌香（茅野愛衣） | 「Sister or Sister?」                         | 電視動畫《請問您今天要來點兔子嗎？？》相關歌曲   |
| 3月16日  | 柏青哥《少女與戰車》歌唱迷你專輯「」                              | 鮟鱇隊 | 「GOING PANZER WAY!」 「」                    | 電視動畫《少女與戰車》印象曲                     |
| 6月8日   | 電視動畫《幸運邏輯》角色歌專輯                                    | 劍詩織（茅野愛衣） | 「My dearest Hero」                           | 電視動畫《幸運邏輯》相關歌曲                     |
| 7月20日  |                                                                   | Criticrista | 「」                                          | 電視動畫《SHOW BY ROCK!! Short!!》插入曲         |
| 7月20日  | 「」                                                              | Criticrista | 電視動畫《SHOW BY ROCK!! Short!!》相關歌曲    |                                                  |
| 8月24日  |                                                                   | 小點閃光 | 「」                                          | 電視動畫《藍海少女！》片尾曲                     |
| 8月31日  | ReLIFE 角色歌Vol.2／日代千鶴、小野屋杏                            | 日代千鶴（茅野愛衣） | 「」                                          | 電視動畫《ReLIFE》相關歌曲                       |
| 9月21日  | SHOW BY ROCK!! BEST Vol.2                                         | Criticrista | 「」                                          | 遊戲《SHOW BY ROCK!!》相關歌曲                   |
| 9月21日  | SHOW BY ROCK!! BEST Vol.2                                         | Criticrista | 「My Precious Sign」                          | 遊戲《SHOW BY ROCK!!》相關歌曲                   |
| 10月19日 |                                                                   | Criticrista | 「」                                          | 電視動畫《SHOW BY ROCK!!#》插入曲                |
| 10月19日 | 「Colorful Snow Drop」                                            | Criticrista | 電視動畫《SHOW BY ROCK!!#》相關歌曲           |                                                  |
| 10月26日 | 請問您今天要來點兔子嗎？？角色歌系列08 青山Blue Mountain＆萌香    | 萌香（茅野愛衣） | 「」 「」                                     | 電視動畫《請問您今天要來點兔子嗎？？》相關歌曲   |
| 11月16日 | ／                                                                | 照橋心美（茅野愛衣） | 「」                                          | 電視動畫《齊木楠雄的災難》插入曲                 |
| 11月25日 | NEW GAME! BD、DVD第3卷特典CD                                      | 八神光（日笠陽子）、遠山倫（茅野愛衣） | 「Little Bitter Duet」                        | 電視動畫《NEW GAME!》相關歌曲                    |
| 12月14日 |                                                                   | 川本明里（茅野愛衣）、日向（花澤香菜）、桃（久野美咲） | 「」                                          | 電視動畫《3月的獅子》插入曲                      |
| 2017年   |                                                                   | |                                               |                                                  |
| 2月1日   |                                                                   | 阿克婭（雨宮天）、惠惠（高橋李依）、達克妮絲（茅野愛衣） | 「」                                          | 電視動畫《為美好的世界獻上祝福！2》片尾曲        |
| 2月1日   | 達克妮絲（茅野愛衣）                                              | 「 -達克妮絲 ver.-」 | 電視動畫《為美好的世界獻上祝福！2》相關歌曲   |                                                  |
| 3月8日   | 達克妮絲（茅野愛衣）                                              | 電視動畫《為美好的世界獻上祝福！2》角色歌專輯「」 | 電視動畫《為美好的世界獻上祝福！2》相關歌曲   | 「」                                             |

## 争议
2021年2月11日，茅野愛衣在其常驻广播节目（“工作之余祈愿”）第152期中提到由于工作地点在靖国神社附近，且还有些时间就于当日参拜了靖国神社，称“这里真是让人心情好的地方呢”（「ここほんとに気持ちがいい場所ですね」），并说“让我们好好鞠躬行礼”（「しっかりお辞儀をしましょう」），从而引发广泛关注。事发后，茅野爱衣团队在其Twitter上表示将推迟第154期广播的更新；同时，相关的第152期广播与推文从YouTube频道与Twitter上删除；而相关广播节目仍在正常更新。2月17日，其官方推特称“由于我们的认识不足给各位粉丝造成了困扰，非常抱歉”，并称将相关影片设为不公开。
之后部分中国大陆开发或运营的电子游戏，在无特别声明的情况下，移除或撤换了其扮演角色的配音资料，包括《明日方舟》、《崩壞學園2》、《陰陽師》、《戰雙帕彌什》等。由于茅野人气非常高，其多套配音作品在中国均具极高知名度，且深受动漫迷喜爱，因此也有大批粉迷表明仍会力撑，不会抵制她。

## 脚注

### 團體成員
1. ↑  鬼塚一愛（白石涼子）、矢場澤萌（豐口惠）、結城澪呼（折笠富美子）、早乙女浪漫（茅野愛衣）、淺雛菊乃（小林優）、丹生美森（高本惠）
2. ↑  石原夏織、瀨戶麻沙美、茅野愛衣
3. 1 2 3  西住美穗（淵上舞）、武部沙織（茅野愛衣）、五十鈴華（尾崎真實）、秋山優花里（中上育實）、冷泉麻子（井口裕香）
4. ↑  茅野愛衣、中津真莉子、高森奈津美
5. 1 2  赤﨑千夏、田村由香里、金元壽子、茅野愛衣
6. ↑  大和由良（牧野由依）、鹿島園羅（澤城美雪）、初瀨卡莉拉（茅野愛衣）、陸奧穗香（齋藤千和）、日向八千代（米澤圓）、霧島蓮都（西崎莉麻）
7. 1 2  夜夜（原田瞳）、伊呂里（茅野愛衣）、小紫（小倉唯）
8. ↑  菜波·K·布列德費爾德（木戶衣吹）、魔法澤茜（茅野愛衣）、召喚寺菊乃（阿澄佳奈）、盜賊山惠（花澤香菜）、英雄崎凜（日笠陽子）、忍者林琉璃（諏訪彩花）
9. ↑  小茜（中原麻衣）、小綾（伊藤靜）、阿魯瓶（茅野愛衣）
10. 1 2 3  羅齊亞（日高里菜）、月乃（茅野愛衣）、霍爾米（五十嵐裕美）、賈桂林（村川梨衣）
11. ↑  丈槍由紀（水瀨祈）、惠飛須澤胡桃（小澤亞李）、若狹悠里（M·A·O）、直樹美紀（高橋李依）、佐倉慈（茅野愛衣）、太郎丸（加藤英美里）
12. ↑  小日向光（鈴木繪理）、大木雙葉（茅野愛衣）
13. ↑  羅齊亞（日高里菜）、月乃（茅野愛衣）
14. ↑  月乃（茅野愛衣）

## 外部連結
- 大澤事務所公開簡歷 （页面存档备份，存于）（日語）
- 茅野愛衣品嚐與介紹日本酒相關的YouTube頻道 （页面存档备份，存于）